# غزو تشينغ لسنجان
غزو تشينغ لسنجان هو الحدث الذي استعادت فيه سلالة تشينغ في الصين السنجان بعد تمرد دونغان في أواخر القرن التاسع عشر. بعد مرور قرن من حكم سلالة تشين، غزا المغامر الأوزبكي يعقوب بيك جميع السنجان تقريبًا أثناء التمرد، إلا أن جنرال سلالة تشينغ زو زونغتانغ (المعروف أيضًا بالجنرال تسو) هزمه في نهاية المطاف. علاوة على ذلك، استعادت سلالة تشينغ الصينية منطقة غولجا من خلال المفاوضات الدبلوماسية مع الإمبراطورية الروسية ومعاهدة سانت بطرسبرغ في عام 1881. جرى تحويل سنجان إلى مقاطعة في عام 1884.

## خلفية
غزت سلالة تشينغ بقيادة الإمبراطور تشيان لونغ السنجان من خانات زونغار في أواخر عام 1750. مع ذلك، تراجعت سلالة تشينغ الصينية في أواخر القرن التاسع عشر في أعقاب حرب الأفيون الأولى. اندلعت ثورة كبيرة عُرفت بثورة دونغان في ستينيات القرن التاسع عشر وسبعينياته في شمال غرب الصين، وكاد حكم سلالة تشينغ ينهار في جميع منطقة السنجان باستثناء أماكن معينة مثل تاتشنغ. استغلالًا لهذا التمرد، احتل يعقوب بيك، القائد العام لجيش قوقند معظم السنجان وأعلن نفسه أميرًا لكاشغر. حكم يعقوب بيك أثناء ذروة نزاع اللعبة الكبرى حيث تنافست الإمبراطوريات البريطانية والروسية وتشينغ تنافس على آسيا الوسطى.

## الحملة
في أواخر سبعينيات القرن التاسع عشر، قرر التشينغ إعادة غزو سنجان بقيادة الجنرال زو زونغتانغ. مع تحرك زو زونغتانغ إلى السنجان لسحق المتمردين المسلمين الخاضعين لحكم يعقوب بيك، انضم إليه الجنرال ما أنليانغ وقواته، التي كانت تتألف بالكامل من مسلمي شعب دونجان. قاتل ما أنليانغ وقواته من قبيلة دونغان إلى جانب زو زونغتانغ لمهاجمة قوات المتمردين المسلمين. بالإضافة إلى ذلك، نظَم الجنرال دونغ فوشيانغ جيش من شعب هانز وشعب دونغان، واستولى جيشه على منطقة كاشغر وخوتان خلال فترة الاستعادة. انضم الجنرالان المسلمان كوي واي وهوا ديكاي اللذان إلى زو زونغتانغ وقادا الهجوم على قوات يعقوب بيك في السنجان.
نفذ الجنرال زو سياسة تصالحية تجاه المتمردين المسلمين، وعفا عن أولئك الذين لم يتمردوا والذين استسلموا في حال انضمامهم للتمرد لأسباب دينية فقط. وحصل من ساعد الحكومة ضد المسلمين المتمردين على مكافآت. على النقيض من الجنرال زو، سعى زعيم المانشو دورونغغا إلى ذبح جميع المسلمين واعتبرهم جميعًا عدوًا له. أوعز زو للجنرال جانغ ياو بأن «الإنديجانيين مستبدون لشعبهم، وينبغي على القوات الحكومية مساعدة الشعب بإحسان. كان الإنديجانيون جشعون وابتزوا الشعب، وينبغي على القوات الحكومية أن تصحح ذلك بأن تكون سخية» وأمره بعدم إساءة معاملة المواطنين المسلمين التركيين في سنجان. كتب زو أن الأهداف الرئيسية تمثلت فقط بالمتحزبين المتشددين وزعمائهم، يعقوب بيك وباي يانهو. لم يُلقَ اللوم على المواطنين الأصليين ولم تسيء قوات تشينغ معاملتهم، وكتب روسي أن الجنود بقيادة الجنرال ليو «تصرفوا بحكمة شديدة فيما يتعلق بالسجناء الذين أُسِروا. وكانت معاملة هؤلاء الرجال ذات تأثير جيد لصالح الصينيين».